# ラリー遠田
ラリー遠田（ラリー とおだ、Larry Toda、1979年 - ）は、日本の男性フリーライター、お笑い評論家、雑誌編集者、行政書士事務所代表。「おわライター」（かばん語）と名乗る。「遠田誠（とおだ まこと）」名義でも活動している。

## 人物
高校のときに野矢茂樹や永井均の哲学入門書を読んだことで哲学に関心を持ち、東京大学文科Ⅲ類に進学。東京大学文学部卒業後、番組制作会社に入社。ADを務めていたが、テレビ雑誌に載せる記事のライターを手伝ったことをきっかけにフリーライターになり、お笑いに関する評論やインタビュー、メディア出演を行う。2010年（平成22年）から吉田正樹事務所とマネジメント業務に関する業務提携、現在は所属メンバーとして活動している。
お笑いに関する評論でダウンタウン（特に松本人志）についての記事を多く書いている。
2011年4月にお笑い専門ムック『全方位型お笑いマガジン コメ旬』を出版。

## 作品

### 連載
| サイト・雑誌       | 連載作品                                      | 連載期間                | 備考                        |
| ------------------ | --------------------------------------------- | ----------------------- | --------------------------- |
| 日刊サイゾー       | お笑い評論家・ラリー遠田の【この芸人を見よ!】 | 2008年10月1日 - 現在    |                             |
| ロケットニュース24 | 笑いのひとコマ                                | 2010年11月11日 - 2011年 |                             |
| ヤングアニマル     | イロモンガール                                | 2015年17号 - 2016年11号 | 漫画原作 漫画：瀬口たかひろ |

### 書籍
| 発売日         | 題名                                                               | 出版社                             |
| 遠田誠名義     |                                                                    |                                    |
| 2009年7月27日  | 松本人志はなぜ人に媚びず自信満々に成功し続けるのか                 | あっぷる出版社                     |
| ラリー遠田名義 |                                                                    |                                    |
| 2009年11月30日 | この芸人を見よ!                                                    | サイゾー                           |
| 2009年12月18日 | THE 芸人学 スゴい!お笑い 戦国時代をサバイバルする30人の成功法則    | 東京書籍                           |
| 2011年4月 -    | 全方位型お笑いマガジン コメ旬                                      | キネマ旬報社                       |
| 2011年10月3日  | この芸人を見よ！2                                                  | サイゾー                           |
| 2012年2月17日  | ダウンタウン vs ナイナイ最強考察                                   | 晋遊舎                             |
| 2012年10月17日 | M-1戦国史                                                          | KADOKAWA／メディアファクトリー新書 |
| 2013年10月8日  | バカだと思われないための文章術: 誰も教えてくれなかった基本中の基本 | 学研パブリッシング                 |

## 出演

### テレビ番組
- ニッポン・ダンディ（TOKYO MX）
- クイズ!新明解国語辞典（TBS）
- とくダネ!（フジテレビ）
- スッキリ!!（日本テレビ）
- プライムニュース（BSフジ）
- 新世紀ネタキング決定戦（TOKYO MX）

### ラジオ番組
- おかゆラジオ（2010年 - ）
- 『木下ちゃんねる　投資脳のつくり方』（ラジオNIKKEI）
- よんぱち（TOKYO FM）
- Blue Ocean（TOKYO FM）
- 東京コンシェルジュ（J-WAVE）
- ニュース探究ラジオ Dig（TBSラジオ）
- 荒川強啓デイ・キャッチ！（TBSラジオ）
- SCHOOL NINE（JFN）
- タイムライン（TOKYO FM）

### トークライブ
- お笑いトークラリー
  - 第1回：ネイキッドロフト、2009年9月2日
  - 第2回：ロフトプラスワン、2009年10月7日
  - 特別編：ネイキッドロフト、2009年12月19日
  - 第3回：ロフトプラスワン、2010年1月13日ゲスト：ダイノジ大谷ノブ彦
  - 第?回：ロフトプラスワン、2010年5月4日「もしM-1に挑む若手芸人がドラッカーの『マネジメント』を読んだら〜」（ゲスト：岩崎夏海）
  - 第?回：ロフトプラスワン、2010年8月4日「笑う犬の告白　〜人生で大切なことは全部お笑いで学んだ〜」（ゲスト：吉田正樹、岩崎夏海）
  - 第?回：ネイキッドロフト、2010年10月31日「もしM-1芸人がドラッカーの『マネジメント』を読んだら」（ゲスト：岩崎夏海）
  - 第?回：ネイキッドロフト、2010年12月25日「お笑いトークラリー〜M-1前日スペシャル2010〜」
  - 第?回：ネイキッドロフト、2011年4月30日「コメ旬創刊記念祭」ゲスト：タイムマシーン3号、キャプテン渡辺
  - 第?回：ネイキッドロフト、2011年12月29日「ゆく年クズ年」ゲスト：スパローズ、トップリード
  - 第17回：ネイキッドロフト、2013年2月7日「ラブラブバレンタイン」ゲスト：ラブレターズ、ウエストランド
  - 第18回：ネイキッドロフト、2013年3月25日「ウキウキ！春休み」ゲスト：エルシャラカーニ
  - 第19回：ネイキッドロフト、2013年4月29日「クズマゲドン」ゲスト：スパローズ、キャプテン渡辺
  - 第20回：ネイキッドロフト、2013年5月28日「君に、イタトン。」ゲスト：槙尾ユウスケ（かもめんたる）、森田哲矢（さらば青春の光）
  - 第21回：ネイキッドロフト、2013年6月26日「ギリギリ芸人サミット」ゲスト：永野、じゅんいちダビッドソン、キック
  - 第22回：ネイキッドロフト、2013年7月30日「真夏の女装芸人ナイト」ゲスト： きたざわひとし（ロビンソンズ）、鬼頭真也（夜ふかしの会）、新妻悠太（トップリード）、槙尾ユウスケ（かもめんたる）
  - 第23回：ネイキッドロフト、2013年8月27日「サマータイムマシンガンズ」ゲスト：タイムマシーン3号、マシンガンズ
  - 第24回：ネイキッドロフト、2013年9月26日「ミラクルサイボーグ」ゲスト：ミラクルひかる、サイボーグかおり
  - 第25回：ネイキッドロフト、2013年11月27日「素敵なルネッサンス」ゲスト：山田ルイ53世（髭男爵）
  - 第26回：ネイキッドロフト、2013年12月26日「三四郎が街にやってくる」ゲスト：三四郎